# Ramón Álvarez-Valdés
Ramón Álvarez-Valdés Castañón (Pola de Siero, Oviedo, 1866 - Madrid, 23 de agosto de 1936) fue un abogado y político español, ministro de Justicia de la II República Española (1933-1934). Murió, víctima de la represión en la zona republicana, al comienzo de la Guerra Civil,asesinado en la Cárcel Modelo de Madrid.

## Biografía
Nació en Pola de Siero en 1866. Cursó la carrera de Leyes en la Universidad de Oviedo, licenciándose en Derecho Civil y Canónico. 
Se trasladó a Madrid, donde se doctoró en la Universidad Central de Madrid. En 1890 ingresó con el número uno en el Cuerpo de Aspirantes a Judicatura para oposiciones al servicio del Estado. Entre 1890 y 1891 ocupó el cargo de secretario del Gobierno en la Audiencia ovetense. Más tarde le fue concedida en propiedad la misma plaza, pero en la Audiencia de Burgos. Sucesivamente fue secretario de la Sala de la Audiencia en Sevilla y Madrid. Posteriormente ejerció como secretario general del Banco Hispano Americano y miembro del Consejo General Bancario. Durante estos años se afilió al Partido Reformista de Melquíades Álvarez.
Elegido diputado a Cortes desde 1914 por el distrito de Oviedo, al proclamarse la II República, no revalidó su escaño. No obstante, recuperaría su acta de diputado en las elecciones de 1933 y 1936, ahora como miembro del Partido Republicano Liberal Demócrata (PRLD). Ocupó la cartera de Justicia entre el 16 de diciembre de 1933 y el 17 de abril de 1934, en los gabinetes que presidió Alejandro Lerroux. Durante su período al frente del Ministerio de Justicia aprobó la amnistía que puso en libertad al general José Sanjurjo y a los otros condenados por su participación en el Golpe de Estado de agosto de 1932. En la primavera de 1934 protagonizó un agrio debate parlamentario que le hizo ganarse la enemistad de muchos diputados republicanos e izquierdistas —se negó a apoyar a los capitanes Galán y García Hernández, héroes de la República fusilados por monarquía en 1930— y que acabaría provocando su dimisión como Ministro de justicia.
Tras el Golpe de Estado de julio de 1936, fue arrestado por las autoridades republicanas y encarcelado.
La noche del 22 al 23 de agosto fue asesinado en la cárcel Modelo por milicianos que habían ocupado la prisión.